# Maxim Shabalin
Maxim Andreyevich Shabalin (em russo:  Максим Андреевич Шабалин; Samara, RSFS da Rússia, 25 de janeiro de 1982) é um ex-patinador artístico russo que compete em competições na dança no gelo. Nos Jogos Olímpicos de Vancouver, em 2010, Maxim ao lado da parceira Oksana Domnina, fora medalhista de bronze, em prova vencida pelos canadenses Tessa Virtue e Scott Moir.

## Principais resultados

### Resultados pela Rússia

#### Com Oksana Domnina
| Resultados | Resultados        | Resultados       | Resultados      | Resultados        | Resultados        | Resultados       | Resultados       | Resultados        | Resultados    | Resultados    | Resultados    | Resultados    |
| Internacional                                                                                                   | Internacional     | Internacional    | Internacional   | Internacional     | Internacional     | Internacional    | Internacional    | Internacional     | Internacional | Internacional | Internacional | Internacional |
| Evento/Temporada                                                                                                | 2002– 2003        | 2003– 2004       | 2004– 2005      | 2005– 2006        | 2006– 2007        | 2007– 2008       | 2008– 2009       | 2009– 2010        |               |               |               |               |
| --- | ----------------- | ---------------- | --------------- | ----------------- | ----------------- | ---------------- | ---------------- | ----------------- | ------------- | ------------- | ------------- | ------------- |
| Jogos Olímpicos                                                                                                 |                   |                  |                 | 9.º               |                   |                  |                  | Medalha de bronze |               |               |               |               |
| Campeonato Mundial                                                                                              | 15.º              | 10.º             | 8.º             | 7.º               | 5.º               |                  | Medalha de ouro  |                   |               |               |               |               |
| Campeonato Europeu                                                                                              | 12.º              | 7.º              | 6.º             | 6.º               | Medalha de prata  | Medalha de ouro  | WD               | Medalha de ouro   |               |               |               |               |
| GP Grand Prix Final                                                                                             |                   |                  |                 | 5.º               | Medalha de bronze | Medalha de ouro  | Medalha de prata |                   |               |               |               |               |
| GP Cup of China                                                                                                 |                   |                  | 4.º             |                   | Medalha de ouro   | Medalha de prata | Medalha de ouro  |                   |               |               |               |               |
| GP Cup of Russia                                                                                                |                   | 6.º              | 4.º             | Medalha de bronze | Medalha de prata  | Medalha de ouro  | Medalha de prata |                   |               |               |               |               |
| GP Skate America                                                                                                |                   |                  |                 | Medalha de bronze |                   |                  |                  |                   |               |               |               |               |
| GP Skate Canada International                                                                                   |                   | 6.º              |                 |                   |                   |                  |                  |                   |               |               |               |               |
| Finlandia Trophy                                                                                                |                   | Medalha de prata |                 |                   |                   |                  |                  |                   |               |               |               |               |
| Karl Schäfer Memorial                                                                                           |                   |                  |                 |                   | Medalha de ouro   |                  |                  |                   |               |               |               |               |
| Skate Israel |                   |                  |                 | Medalha de prata  |                   |                  |                  |                   |               |               |               |               |
| Internacional – Júnior                                                                                          |                   |                  |                 |                   |                   |                  |                  |                   |               |               |               |               |
| Campeonato Mundial Júnior                                                                                       | Medalha de ouro   |                  |                 |                   |                   |                  |                  |                   |               |               |               |               |
| JGP Grand Prix Júnior Final                                                                                     | Medalha de ouro   |                  |                 |                   |                   |                  |                  |                   |               |               |               |               |
| JGP JGP França                                                                                                  | Medalha de ouro   |                  |                 |                   |                   |                  |                  |                   |               |               |               |               |
| JGP JGP Sérvia                                                                                                  | Medalha de ouro   |                  |                 |                   |                   |                  |                  |                   |               |               |               |               |
| Nacional |                   |                  |                 |                   |                   |                  |                  |                   |               |               |               |               |
| Campeonato Russo                                                                                                | Medalha de bronze | Medalha de prata | Medalha de ouro | Medalha de prata  | Medalha de ouro   |                  |                  | Medalha de ouro   |               |               |               |               |
| |                   |                  |                 |                   |                   |                  |                  |                   |               |               |               |               |
| Legenda: GP = Grand Prix; JGP = Grand Prix Júnior; WD = Abandonou; Competição não foi disputada nesta temporada |                   |                  |                 |                   |                   |                  |                  |                   |               |               |               |               |

#### Com Elena Khalyavina
| Resultados                                                                                   | Resultados             | Resultados             | Resultados             | Resultados             | Resultados             | Resultados             | Resultados             | Resultados             | Resultados             | Resultados             | Resultados             | Resultados             |
| Internacional – Júnior                                                                       | Internacional – Júnior | Internacional – Júnior | Internacional – Júnior | Internacional – Júnior | Internacional – Júnior | Internacional – Júnior | Internacional – Júnior | Internacional – Júnior | Internacional – Júnior | Internacional – Júnior | Internacional – Júnior | Internacional – Júnior |
| Evento/Temporada                                                                             | 1999– 2000             | 2000– 2001             | 2001– 2002             |                        |                        |                        |                        |                        |                        |                        |                        |                        |
| -------------------------------------------------------------------------------------------- | ---------------------- | ---------------------- | ---------------------- | ---------------------- | ---------------------- | ---------------------- | ---------------------- | ---------------------- | ---------------------- | ---------------------- | ---------------------- | ---------------------- |
| Campeonato Mundial Júnior                                                                    | 10.º                   | Medalha de bronze      | Medalha de prata       |                        |                        |                        |                        |                        |                        |                        |                        |                        |
| JGP Grand Prix Júnior Final                                                                  |                        | Medalha de prata       | Medalha de ouro        |                        |                        |                        |                        |                        |                        |                        |                        |                        |
| JGP JGP Eslovênia                                                                            | Medalha de ouro        |                        | f                      |                        |                        |                        |                        |                        |                        |                        |                        |                        |
| JGP JGP Itália                                                                               |                        |                        | Medalha de ouro        |                        |                        |                        |                        |                        |                        |                        |                        |                        |
| JGP JGP Noruega                                                                              | Medalha de bronze      | Medalha de ouro        |                        |                        |                        |                        |                        |                        |                        |                        |                        |                        |
| JGP JGP Polônia                                                                              | f                      |                        | Medalha de ouro        |                        |                        |                        |                        |                        |                        |                        |                        |                        |
| JGP JGP República Tcheca                                                                     |                        | Medalha de ouro        |                        |                        |                        |                        |                        |                        |                        |                        |                        |                        |
| Nacional – Júnior                                                                            |                        |                        |                        |                        |                        |                        |                        |                        |                        |                        |                        |                        |
| Campeonato Russo                                                                             | Medalha de bronze      | Medalha de prata       | Medalha de ouro        |                        |                        |                        |                        |                        |                        |                        |                        |                        |
|                                                                                              |                        |                        |                        |                        |                        |                        |                        |                        |                        |                        |                        |                        |
| Legenda: JGP = Grand Prix Júnior; f' JGP Final; Competição não foi disputada nesta temporada |                        |                        |                        |                        |                        |                        |                        |                        |                        |                        |                        |                        |

### Resultados pela Bulgária

#### Com Margarita Toteva
| Resultados                       | Resultados             | Resultados             | Resultados             | Resultados             | Resultados             | Resultados             | Resultados             | Resultados             | Resultados             | Resultados             | Resultados             | Resultados             |
| Internacional – Júnior           | Internacional – Júnior | Internacional – Júnior | Internacional – Júnior | Internacional – Júnior | Internacional – Júnior | Internacional – Júnior | Internacional – Júnior | Internacional – Júnior | Internacional – Júnior | Internacional – Júnior | Internacional – Júnior | Internacional – Júnior |
| Evento/Temporada                 | 1997– 1998             |                        |                        |                        |                        |                        |                        |                        |                        |                        |                        |                        |
| -------------------------------- | ---------------------- | ---------------------- | ---------------------- | ---------------------- | ---------------------- | ---------------------- | ---------------------- | ---------------------- | ---------------------- | ---------------------- | ---------------------- | ---------------------- |
| Campeonato Mundial Júnior        | 14.º                   |                        |                        |                        |                        |                        |                        |                        |                        |                        |                        |                        |
| JGP JGP Bulgária                 | 6.º                    |                        |                        |                        |                        |                        |                        |                        |                        |                        |                        |                        |
| JGP JGP Eslováquia               | 6.º                    |                        |                        |                        |                        |                        |                        |                        |                        |                        |                        |                        |
| Nacional                         |                        |                        |                        |                        |                        |                        |                        |                        |                        |                        |                        |                        |
| Campeonato Búlgaro               | Medalha de prata       |                        |                        |                        |                        |                        |                        |                        |                        |                        |                        |                        |
|                                  |                        |                        |                        |                        |                        |                        |                        |                        |                        |                        |                        |                        |
| Legenda: JGP = Grand Prix Júnior |                        |                        |                        |                        |                        |                        |                        |                        |                        |                        |                        |                        |